# Vinička vas
Vinička vas je naselje v Občini Lenart.
Naselje leži v jugozahodnem delu Slovenskih goric v povodju levega pritoka Jablanškega potoka, jugozahodno od Hrastovca. Na južnih pobočjih prevladujejo vinogradi, drugod pa njive in sadovnjaki. Zahodno nad vasjo se dviga gozdnat grič Hum.